# Stadl-Paura
Stadl-Paura – miasto w Austrii, w kraju związkowym Górna Austria, w powiecie Wels-Land. Liczy 4958 mieszkańców (1 stycznia 2015). Do 23 października 2022 gmina targowa.

## Współpraca
Miejscowość partnerska:
- Krähenwinkel – dzielnica Langenhagen, Niemcy